# 岩倉山 (兵庫県)
岩倉山（いわくらやま）は、兵庫県宝塚市にある標高488.4mの山である。六甲山地の山の一つ。瀬戸内海国立公園に属している。

## 概要
六甲山地の東縦走路上に存在する。山名の由来は、「神が座す磐座（いわくら）」に由来していると言われている。頂上には、小規模な神室が現存している。周囲の植生の為、頂上からの展望はない。

## アクセス
- 宝塚駅（阪急電鉄・JR西日本）